# Viorel Iulian Peștean
Viorel Iulian Peștean (n. 31 octombrie 1936, Livada-Someș, Județul Cluj, România) a fost un fitotehnist și profesor român, recunoscut pentru contribuțiile sale la dezvoltarea agrofitotehniei și cercetării plantelor de câmp, în special în nord-estul Moldovei. A fost autorul lucrării în trei volume Oameni de seamă ai științei agricole românești (1997, 2000, 2006). De asemenea, a jucat un rol esențial în promovarea personalității agronomului Haralamb Vasiliu.

## Biografie

### Copilărie și educație
Viorel Iulian Peștean s-a născut la 31 octombrie 1936 în Livada-Someș, Județul Cluj, ca fiu al lui Iulian și Maria Peștean. Rămas orfan de mamă în 1938, a fost crescut de bunicii paterni până în 1950. A urmat școala primară în satul natal, sub îndrumarea învățătorului Grigore Țopan, iar clasele gimnaziale (V-VII) la „Școala Pedagogică de Băieți” din Gherla, absolvind în 1954 cu „diplomă de merit”. În toamna acelui an, a fost admis fără examen la Facultatea de Agronomie din Cluj, pe baza originii sale țărănești, și a absolvit în 1960 cu rezultate excelente.
Între 1963–1969, a urmat studii postuniversitare de aspirantură la Institutul Agronomic Cluj, sub conducerea profesorului Vasile Velican, susținând teza de doctorat în 1969, obținând titlul de doctor în științe agricole.

### Carieră profesională
După absolvire, în 1960, Viorel Peștean a înființat „Centrul de Încercare a Soiurilor Albești” din județul Botoșani, unde a lucrat sub îndrumarea dr. ing. Dezideriu Toije. Aici a efectuat cercetări asupra soiurilor și hibrizilor de plante de câmp până în 1969.
În 1972, a devenit profesor de agrofitotehnie la Liceul Agricol Podu-Iloaiei, sub conducerea dr. ing. Nicolae Cerchez, lucrând aici până la pensionare (1 septembrie 2000). Între 2001–2005, a fost profesor suplinitor la Grupul Școlar Agricol Miroslava. A fost director al Grupului Școlar Agricol „Haralamb Vasiliu” Podu Iloaiei între 1991–2000, perioadă în care a modernizat infrastructura școlii. De asemenea, a fost consilier județean în Iași (1992–1996) și membru al Comisiei Naționale PHARE-VET RO 94 05 (1996–1998).

## Activitate științifică
Viorel Peștean a efectuat cercetări de peste 45 de ani (1960–2005) în domeniul culturilor de câmp, abordând:
- Studiul cultivarului: A descris și recomandat soiuri și hibrizi pentru Câmpia Jijiei, cu lucrări precum „Soiuri valoroase de grâu de toamnă pentru nord-estul Moldovei” (1969).
- Agrobiologie: A studiat germinarea grâului în condiții de secetă („Unele aspecte ale germinării și răsăririi grâului de toamnă în condiții de secetă”, 1964) și fecundarea multiplă la floarea-soarelui („Procesul fecundării multiple la floarea-soarelui”, 1971).
- Agrofitotehnie: A dezvoltat tehnologii pentru șofrănel („Contribuții la tehnologia cultivării șofrănelului în Moldova”, 1985) și grăbirea maturării porumbului („Efectul unor lucrări de grăbire a maturării porumbului”, 1986).

A fost primul care a realizat cercetări sistematice pentru culturile de câmp în jumătatea nordică a Depresiunii Jijia.

## Lucrări
Viorel Peștean a publicat peste 107 titluri, incluzând:
- „Soiuri noi de cereale și plante tehnice pentru nord-estul Moldovei” (1971).
- „Cultura florii-soarelui pentru sămânță” (1972).
- „Haralamb Vasiliu - Omul și opera” (1995).
- „Oameni de seamă ai științei agricole românești”, vol. I (1997), vol. II (2000), vol. III (2006).
- „Cultura plantelor de câmp” (2003, cu colaboratori).

A contribuit la tratate precum „Agrotehnica” de Irimie Staicu (1968) și „Fitotehnie” de Gh. Bălteanu (1969, 1979).

## Premii și recunoaștere
Viorel Peștean a fost distins cu:
- „Diploma de Onoare” pentru comunicări științifice (1989), acordată de Ministerul Educației.
- „Membru de Onoare al Fundației Transilvania” (alături de personalități precum Mihai Lucan și Eugen Pag).
- „Diploma de excelență” a Societății Române de Horticultură (1999).
- Premiul „Gheorghe Ionescu Șisești” al Academiei Române pentru „Oameni de seamă ai științei agricole românești”, vol. I (1999).
- Membru al Academiei de Științe Agricole și Silvice (2017).
- Placă de recunoaștere din partea Consiliului Județean Iași pentru activitatea de consilier județean (1992–1996).

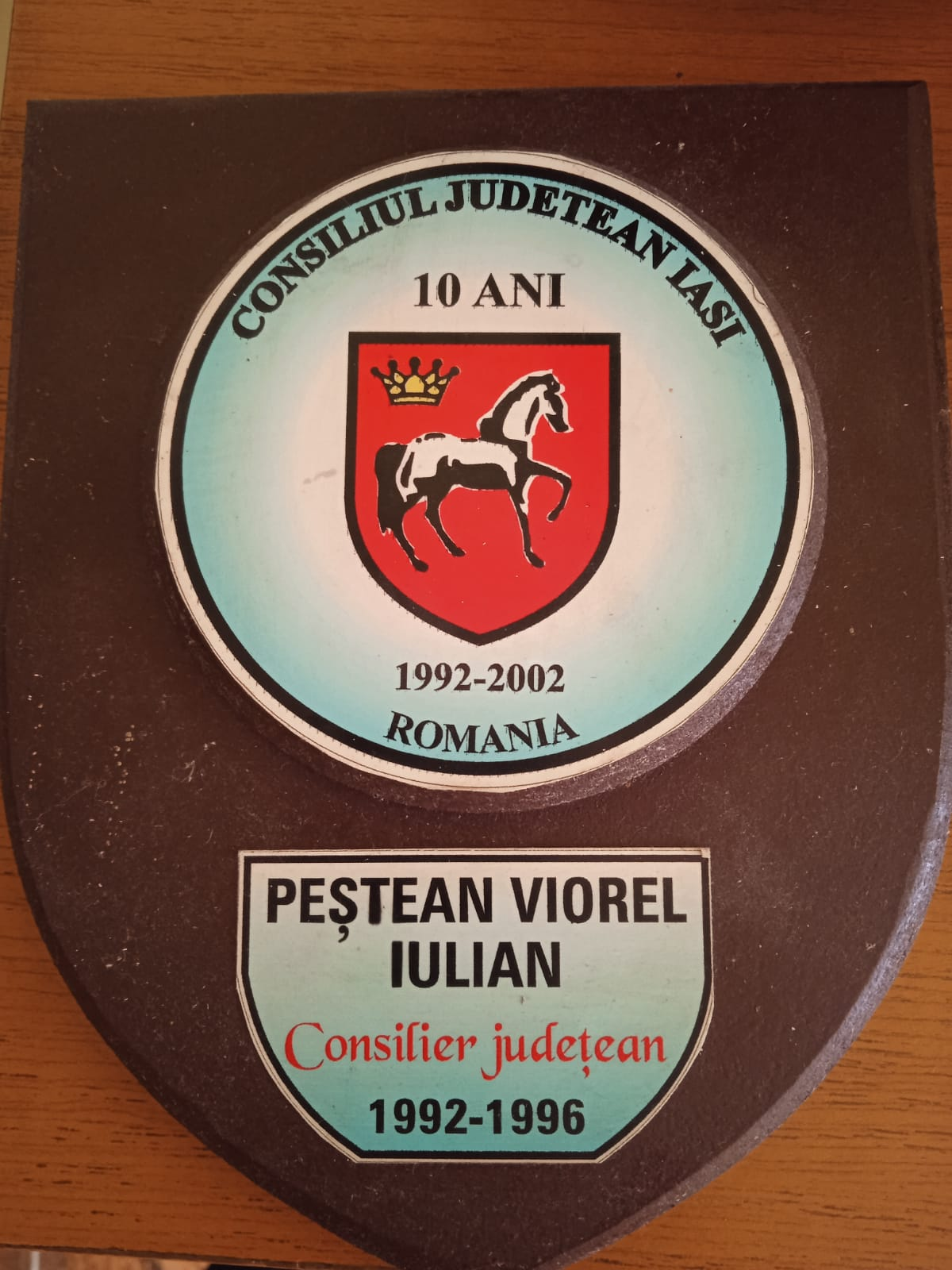
Placă de recunoaștere din partea Consiliului Județean Iași pentru activitatea de consilier județean (1992–1996)

## Recunoaștere internațională
A fost invitat la a IV-a Conferință Internațională a Șofrănelului (Beijing, 1992). Lucrarea „Efectul unor lucrări de grăbire a maturării porumbului” (1984) a fost recenzată în „Keferativnâi Jurnal” (URSS).

## Contribuții suplimentare

### Activitate didactică
A îndrumat elevi, obținând premii naționale la sesiunile cercurilor științifice (1984–1989). A elaborat programe analitice, ghiduri și curriculum pentru învățământul agricol, inclusiv „O nouă structură de lecție pentru predarea fitotehniei” (1998).

### Dezvoltarea școlii Podu-Iloaiei
Ca director (1991–2000), a construit o seră, o remiză de mașini și ateliere, extinzând ferma școlară și infrastructura didactică.

### Promovarea lui Haralamb Vasiliu
A publicat lucrări despre Haralamb Vasiliu, inițiind statuia acestuia (5 m, dezvelită în 1999) și promovând opera sa prin emisiuni radio și TV.

## Lucrări publicate
- Viorel Iulian Peștean – „Unele aspecte ale germinării și răsăririi grâului de toamnă în condiții de secetă” (1964), Rev. Probleme Agricole, nr. 10.
- Viorel Iulian Peștean – „Pregătirea terenului pentru culturile cu semințe mici” (1964), Rev. Agricultura Socialistă, nr. 46.
- Viorel Iulian Peștean – „Influența nivelării arăturii adânci de toamnă asupra densității și producției la sfecla de zahăr, in de ulei și coriandru” (1966), Rev. Probleme Agricole, nr. 9.
- Viorel Iulian Peștean – „Soiuri valoroase de grâu pentru nord-estul Moldovei” (1967), Lucrări științifice, SCA Suceava.
- Viorel Iulian Peștean – „Comportarea unor soiuri de in pentru ulei experimentate în Câmpia Jijiei” (1967), Lucrări științifice, SCA Suceava.
- Viorel Iulian Peștean – „Studiu privind structura perioadei de vegetație la unii hibrizi de porumb” (1967, cu I. Gologan, V. Cârlan), Lucrări șt., Institutul Agronomic Iași.
- Viorel Iulian Peștean – „Corelația dintre unii factori ecologici și componentele de producție la grâul de toamnă” (1968), Rev. Cercetări Agronomice în Moldova, nr. 3.
- Viorel Iulian Peștean – „Cultura porumbului în Moldova” (1969, coautor), Ed. Ceres.
- Viorel Iulian Peștean – „Porumbul timpuriu, plantă premergătoare pentru grâul de toamnă” (1969), Rev. Cercetări Agricole în Moldova, nr. 4.
- Viorel Iulian Peștean – „Soiuri noi de cereale și plante tehnice pentru nord-estul Moldovei” (1969), Casa Agronomului Botoșani.
- Viorel Iulian Peștean – „Agrofitotehnica câmpului semincer de floarea-soarelui” (1970), Rev. Cercetări agronomice în Moldova, nr. 3.
- Viorel Iulian Peștean – „Cultura florii-soarelui pentru sămânță” (1970), Ed. Casa Agronomului Botoșani.
- Viorel Iulian Peștean – „Eficiența spațiului de nutriție asupra producției de soia” (1970, cu F. Canțăr, M. Axinte), Lucr. Șt. Institutul Agronomic Iași.
- Viorel Iulian Peștean – „Comportarea unor soiuri de soia în condițiile Câmpiei Jijiei” (1971), Rev. Cercetări Agronomice în Moldova, nr. 4.
- Viorel Iulian Peștean – „Procesul fecundării multiple la floarea-soarelui” (1971), Rev. Tehnologia producerii semințelor, CDA(ASAS), nr. 1.
- Viorel Iulian Peștean – „Priorități în activitatea științifică a profesorului Haralamb Vasiliu” (1973), Comunicare la Academia Română (manuscris).
- Viorel Iulian Peștean – „O nouă structură de lecție pentru predarea fitotehniei” (1978), Rev. Învățământul liceal și tehnic profesional, nr. 6.
- Viorel Iulian Peștean – „Influența desimii plantelor asupra producției de mazăre” (1980), Rev. Cercetări Agronomice în Moldova, nr. 40.
- Viorel Iulian Peștean – „Unele rezultate experimentale privind tehnologia culturii șofrănelului” (1980), Rev. Cercetări Agronomice în Moldova, nr. 2.
- Viorel Iulian Peștean – „Raportul înflorire-fructificare la unele soiuri de soia” (1982), Rev. Cercetări Agronomice în Moldova, nr. 4.
- Viorel Iulian Peștean – „Metodica predării disciplinelor de specialitate agronomică” (1983, cu N. Cerchez, P. Botiș, I. Balog), Ed. Ceres.
- Viorel Iulian Peștean – „Influența epocii și adâncimii de semănat asupra producției de șofrănel” (1985), Rev. Cercetări Agronomice în Moldova, nr. 1.
- Viorel Iulian Peștean – „Contribuții la tehnologia cultivării șofrănelului în Moldova” (1985, cu F. Canțăr), Rev. Cercetări Agricole în Moldova, nr. 1.
- Viorel Iulian Peștean – „Efectul unor lucrări de grăbire a maturării porumbului” (1986), Rev. Cercetări Agronomice în Moldova, nr. 3.
- Viorel Iulian Peștean – „Influența desimii plantelor și irigației asupra producției la câțiva hibrizi de porumb” (1988), Rev. Cercetări Agronomice în Moldova, vol. 5.
- Viorel Iulian Peștean – „Haralamb Vasiliu - Omul și opera” (1995), Ed. Cronica, Iași.
- Viorel Iulian Peștean – „Oameni de seamă ai științei agricole românești”, vol. I (1997), Ed. Cronica, Iași.
- Viorel Iulian Peștean – „Oameni de seamă ai științei agricole românești”, vol. II (2000), Ed. Satis, Iași.
- Viorel Iulian Peștean – „100 de ani de la nașterea acad. Amilcar Vasiliu” (2000), Rev. Cercetări Agronomice în Moldova, nr. 3-4.
- Viorel Iulian Peștean – „Aspecte din activitatea profesorului Ștefan Popescu în Basarabia” (2000), Omagiu înaintașilor, coord. Acad. V.D. Cotea, Ed. Ion Ionescu de la Brad.
- Viorel Iulian Peștean – „Profesor univ. dr. Tiberiu Mureșan la 75 de ani” (2000, cu J. Patraș), Rev. Cercetări Agronomice în Moldova, nr. 4.
- Viorel Iulian Peștean – „Omagiu academicianului Valeriu D. Cotea la 75 de ani” (2002), Ed. Apollonia.
- Viorel Iulian Peștean – „Cultura plantelor de câmp” (2003, cu colaboratori), Ed. Panfil, Iași.
- Viorel Iulian Peștean – „Jurnal pentru fermier în agroturism” (2005, coordonator), sub tipar.
- Viorel Iulian Peștean – „Norocul de a-i fi fost student” (2005), în Nicolae Giosan - personalitate marcantă, Ed. Fundația Națională „Satul Românesc”.
- Viorel Iulian Peștean – „Grupul Școlar Agricol „Haralamb Vasiliu” Podu Iloaiei la 35 ani” (2005, cu N. Cerchez), Ed. Pamfil, Iași.
- Viorel Iulian Peștean – „Oameni de seamă ai științei agricole românești”, vol. III (2006), Ed. Pamfil, Iași.